# Benthophilus durrelli
A Benthophilus durrelli a sugarasúszójú halak (Actinopterygii) osztályának sügéralakúak (Perciformes) rendjébe, ezen belül a gébfélék (Gobiidae) családjába és a Benthophilinae alcsaládjába tartozó faj.

## Rendszertani besorolása
Ezt a halat korábban azonosnak tekintették a fekete-tengeri nagyfejűgébbel (Benthophilus stellatus) (Sauvage, 1874).

## Előfordulása
A Benthophilus durrelli európai gébféle. Előfordulási területe az Azovi-tengerhez tartozó Taganrogi-öbölben és a Don folyóban van.

## Megjelenése
Ez a hal legfeljebb 6,6 centiméter hosszú. 28-29 csigolyája van. A farok alatti úszója a második hátúszó alatt kezdődik. Testén három sötét folt látható; a második hátúszó előtt gyakran egy sötét folt van. Testén és fején különböző méretű dudorok ülnek.

## Életmódja
Mérsékelt övi gébféle, amely egyaránt megél az édes- és brakkvízben is. Ez a fenéklakó halfaj, inkább a folyótorkolatokban fordul elő nagyobb számban. A tengerbe nem úszik be. Tápláléka puhatestűek és rákok. A Benthophilus durrelli a házas puhatestűek elhagyott házaiban lakik.
Legfeljebb 1 évig él.

## Szaporodása
A Benthophilus durrelli ívási időszaka május–augusztus között van. A nőstény legalább 2-3 különböző elhagyott puhatestű házba rakja le ikráit. Ívás után, a felnőtt halak hamarosan elpusztulnak.